# Hermann Balck
Georg Otto Hermann Balck (7. prosince 1893 – 29. listopadu 1982) byl veterán první světové války a pozdější generál německé armády za druhé světové války v hodnosti General der Panzertruppe (Generál tankových jednotek). Mimo jiné byl i držitelem mnoha vojenských vyznamenání, včetně vysoce ceněného Rytířského kříže železného kříže s dubovými ratolestmi, meči a diamanty.

## Mládí a první světová válka
Narodil se 7. prosince roku 1893 v pruském městě Gdaňsk jako syn armádního důstojníka, držitele vysoce ceněného pruského řádu Pour le Mérite a pozdějšího generálporučíka Wilhelma Balcka. Po dokončení vzdělání vstoupil ke konci března roku 1913 do německé císařské armády a byl zařazen jako starší vojín (Oberjäger) k 2. rotě od 10. praporu myslivců (Jäger-Battalion Nr. 10) v dolnosaském městě Goslar. Avšak v dubnu se nechal zapsat do důstojnického kurzu a na počátku následujícího roku nastoupil na vojenskou školu v Hannoveru.
V srpnu roku 1914 vojenskou školu úspěšně dokončil a vrátil se zpět ke svému domovskému 10. praporu myslivců jako nově povýšený poručík (Leutnant). Zároveň byl jmenován do funkce velitele čety u své 2. roty. Ve funkci velitele čety však nezůstal dlouho, neboť necelý týden po jmenování do funkce byl jmenován dočasným pobočníkem velitele praporu.
Jeho jednotka byla odvelena na západní frontu a zapojila se do těžkých bojů na řece Sommě. Zde byl také ke konci srpna téhož roku lehce raněn do pravé paže, ale rozhodl se zůstat u jednotky. Za statečnost v boji byl následně během října vyznamenán pruským železným křížem II. třídy a královským bavorským záslužným křížem s meči.
Během těžkých bojů byl ke konci října opět raněn a to tentokrát, když byl raněn do zad, do levého ucha a střepinou granátu do levého stehna. V souvislosti s tím byl vyznamenán pruským železným křížem I. třídy a královským bavorským záslužným řádem IV. třídy s meči, ale ze svých zranění se musel léčit až do počátku února následujícího roku.
Po zotavení byl zařazen k 22. záložnímu praporu myslivců (Reserve-Jäger-Battalion Nr. 22 ) a s jednotkou byl následně odvelen na východní frontu a zúčastnil se bojů poblíž města Lvov. Ovšem ke konci června téhož roku byl opět raněn a to tentokrát do pravého ramene. Zranění nebylo tak vážné a tak se z něj zotavoval u záložního praporu od svého domovského 10. praporu myslivců.
V polovině září stejného roku byl jmenován velitelem 4. roty u 22. záložního praporu myslivců (Reserve-Jäger-Battalion Nr. 22 ) s níž se probojoval až za ruské linie a podařilo se mu zničit předsunutou nepřátelskou rotu.

## 2. světová válka
V roce 1922 vstoupil do Reichswehru a zde byl přiřazen k 18. Reiter-Regiment a 1.5.1924 byl povýšen do hodnosti Oberleutnant. Následně nastoupil na školení pro důstojníky generálního štábu. Na počátku války byl jako Oberleutnant v Oberkommando des Heeres. Jako velitel Schützenregimentu se zúčastnil války na západní frontě (květen/červen 1940) následně byl na rok převelen do Oberkommando des Heeres. V létě 1942 byl povýšen do hodnosti generálmajor a velel 11. tankové divizi na východní frontě. V roce 1943 byl povýšen do hodnosti General der Panzertruppe a velel XXXX. Panzerkorpsu. V srpnu velel krátce 4. tankové armádě a v září byl převelen na západní frontu. Zde převzal velení po Johannesi Blaskowitzovi u skupiny armád G v Alsasku. Poté, co se mu nepodařilo zastavit postup Američanů pod velením George S. Pattona, byl převelen na východní frontu.

## Život po válce
Balck byl válečným vězněm a v zajetí zůstal až do roku 1947. Odmítl účast na studii o válce pod vedením US Army Historical Division. Po svém propuštění našel Balck zaměstnání ve skladu. V roce 1948 byl zatčen z podezření pro vraždu kvůli popravě důstojníka dělostřelectva, podplukovníka Johanna Schottkeho. Zmíněný incident se udál když Balck sloužil jako velitel Armádní skupiny G na západní frontě. Dne 28. listopadu 1944 u Saabrückenu Schottkeho jednotka nezvládla provést rozkaz pro vedení podpůrné dělostřelecké palby do určené oblasti. Podplukovník Schottke byl následně nalezen ve stavu opilosti ve službě. Balck vynesl okamžitý rozsudek a Schottke byl zastřelen. Rozsudek a poprava byly provedeny bez řádného vojenského soudu. Balck byl následně (1948) shledán vinným a odsouzen k třem letům bezpodmínečně. Po odpykání poloviny trestu byl propuštěn.
Na přelomu 70. a 80. let se Balck spojil s Friedrichem von Mellentihen pro účast na sérii seminářů a panelových diskuzí s vyšším velením NATO na US Army War College v Carlisle v Pensylvánii.
(v článku je pro doplněni informací použit překlad anglického článku na wikipedii : )

## Povýšení a vyznamenání

### Data povýšení
- Oberjäger – 27. březen, 1913
- Fahnenjunker – 10. duben, 1913
- Fähnrich – 18. prosinec, 1913
- Leutnant – 10. srpen, 1914
- Oberleutnant – 1. květen, 1924
- Rittmeister – 1. únor, 1929
- Major – 1. červen, 1935
- Oberstleutnant – 1. únor, 1938
- Oberst – 1. srpen, 1940
- Generalmajor – 1. srpen, 1942
- Generalleutnant – 21. leden, 1943
- General der Panzertruppe – 12. listopad, 1943

### Vyznamenání
- Rytířský kříž železného kříže (53. držitel) – 3. červen, 1940
- Dubové ratolesti k rytířskému kříži železného kříže (155. držitel) – 20. prosinec, 1942
- Meče k rytířskému kříži železného kříže (25. držitel) – 4. březen, 1943
- Diamanty k rytířskému kříži železného kříže (19. držitel) – 31. srpen, 1944
- Pruský železný kříž I. třídy – 26. listopad, 1914
- Pruský železný kříž II. třídy – 15. říjen, 1914
- Spona k pruskému železnému kříži I. třídy – 13. květen, 1940
- Spona k pruskému železnému kříži II. třídy – 12. květen, 1940
- Rytířský kříž královského pruského domácího řádu Hohenzollernů s meči – 3. prosinec, 1917
- Královský bavorský záslužný řád IV. třídy s meči – 15. listopad, 1914
- Rakousko-Uherský vojenský záslužný kříž III. třídy s válečnou ozdobou – 28. únor, 1916
- Královský bavorský záslužný kříž s meči – říjen, 1914
- Odznak za zranění ve zlatě – 10. květen, 1918
- Tankový bojový odznak ve stříbře[1]
- Královský bulharský řád za statečnost III. třídy – 2. prosinec, 1941
- Kříž cti
- |  |  |  Služební vyznamenání Wehrmachtu od IV. do I. třídy
- Zmíněn ve Wehrmachtbericht: 17. květen, 1940; 20. prosinec, 1942; 9. září, 1944